# Rhipidomys tribei
Rhipidomys tribei és una espècie de mamífer rosegador de la família dels cricètids. És endèmic del Brasil.

## Descripció

### Dimensions
És un rosegador de petites dimensions, amb una llargada de cap a gropa de 96-130 mm, una llargada de la cua de 131-150 mm, una llargada del peu de 25-29 mm, una llargada de les orelles de 16-21 mm i un pes de fins a 68 g.

## Biologia

### Comportament
És una espècie arborícola.

### Alimentació
S'alimenta de llavors.

## Distribució i hàbitat
Aquesta espècie és coneguda únicament a tres localitats de l'estat brasiler de Minas Gerais, tot i que alguns exemplars trobats a Espírito Santo hi podrien pertànyer.
Viu a altituds de fins a 1.300 msnm a selves semicaducifòlies envoltades de prats.

## Estat de conservació
Com que fou descoberta fa poc, l'estat de conservació d'aquesta espècie encara no ha estat avaluat formalment.